# برش نازک
در مینرالوژی نوری و پترولوژی، برش نازک(یا برش پتروگرافی نازک) یک برش نازک از یک نمونه سنگی یا معدنی است که در آزمایشگاه تهیه می‌شود و برای استفاده با میکروسکوپ پتروگرافی پلاریزه، میکروسکوپ الکترونی و میکروپروب الکترونی به کار می‌رود. یک لایه نازک از سنگ با استفاده از اره الماسه از نمونه بریده شده و به طور اپتیکی صاف می‌شود. سپس لایه روی یک لام شیشه‌ای قرار می‌گیرد و با استفاده از ساینده‌های با دانه‌بندی ریز، به طور صاف تراشیده می‌شود تا ضخامت به حدود 30 میکرومتر برسد. این روش از جدول رنگ تداخل میشل_لوی برای تعیین ضخامت استفاده می‌شود و معمولا از کوارتز به عنوان شاخص استفاده می‌شود، زیرا یکی از فراوان‌ترین مواد معدنی است.

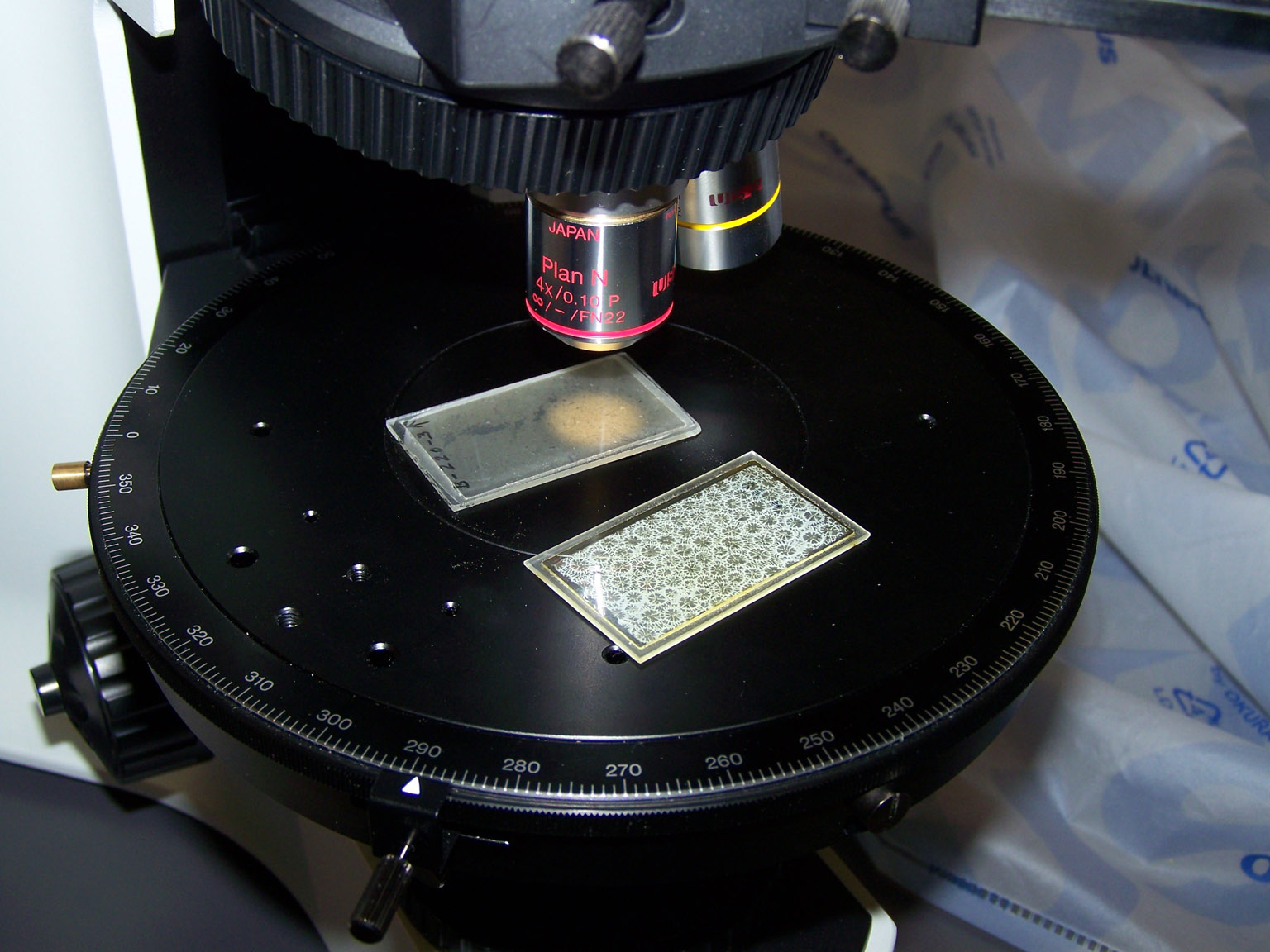
برش‌های نازک زیر میکروسکوپ پتروگرافی

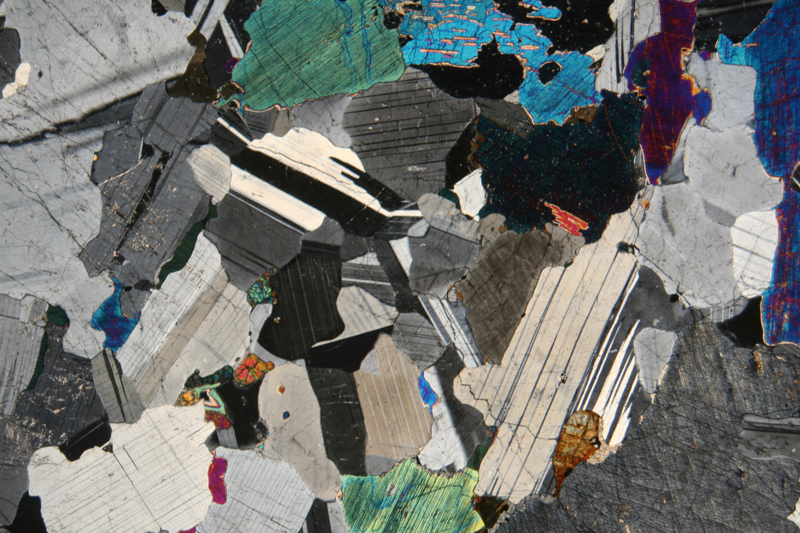
فوتومیکروگرافی از برش نازکی از گابرو

وقتی برش نازک بین دو فیلتر پلاریزه قرار می‌گیرد که در زاویه قائم نسبت به یکدیگر تنظیم شده‌اند، خواص نوری مواد معدنی موجود در برش نازک، رنگ و شدت نور را طبق آنچه بیننده مشاهده می‌کند تغییر می‌دهد. از آنجا که مواد معدنی مختلف خواص نوری متفاوتی دارند، بیشتر مواد معدنی تشکیل دهنده سنگ به راحتی قابل شناسایی هستند. به عنوان مثال، پلاژیوکلاز را می‌توان با میکروسکوپ پتروگرافی به ‌عنوان یک ماده معدنی شفاف با صفحات دوتایی موازی متعدد مشاهده کرد.
برش‌های نازک برای بررسی خواص نوری مواد معدنی در سنگ‌ها تهیه می‌شوند. این کار بخشی از پترولوژی است و به کشف منشأ و تکامل سنگ مادر کمک می‌کند.
عکس یک سنگ در برش نازک معمولا به عنوان فوتومیکروگراف شناخته می‌شود. برش نازک همچنین برای مطالعه میکروسکوپی استخوان‌ها، فلزات و سرامیک‌ها استفاده می‌شود.

## آماده‌سازی
تهیه برش نازک شامل مراحل زیر است:
- اطمینان حاصل شود که تمام مواد مورد استفاده تمیز باشد.
- انتخاب سنگ‌هایی که قرار است لایه‌ها از آن‌ها استخراج شوند.
- تمیز کردن و صیقل دادن پایه‌ها.
- با استفاده از یک دستگاه برش دیسکی، سنگ‌ها تا تبدیل به منشور بریده می‌شوند.
- یکی از سطوح منشور صیقل داده می‌شوند.
- سطح صیقلی منشور با استفاده از رزین اپوکسی به پایه چسبانده می‌شود، با اعمال فشار برای جلوگیری از تشکیل حباب‌ها و اجازه داده می‌شود خشک شود.
- پس از خشک شدن، منشور بریده شده و ضخامت آن به حدود 300 میکرومتر می‌رسد.
- تا رسیدن به ضخامت مطلوب، معمولا 30 میکرومتر، لایه‌ نازک تراشیده می‌شود.
- پایه دیگری روی سطح سنگی که در معرض قرار گرفته چسبانده می‌شود، مگر اینکه قصد انجام تحلیل شیمیایی روی نمونه وجود داشته باشد.

## کوارتز در برش نازک

### توضیحات
در برش نازک، زمانی که کوارتز در نور پلاریزه صفحه‌ای (PPL) مشاهده می‌شود، بی‌رنگ با برآمدگی کم و بدون شکستگی است. شکل آن تقریبا متساوی‌الساقین یا آناهدریال است. اگر که به عنوان سیمان دور مواد معدنی دیگر را پر کند، در نور پلاریزه متقاطع (XPL)، کوارتز با رنگ‌های تداخل کمی مشاهده می‌شود و معمولا کوارتز ماده معدنی است که برای تعیین ضخامت استاندارد برش نازک که 30 میکرومتر است استفاده می‌شود، زیرا کوارتز در این ضخامت تنها رنگ تداخل بسیار کم‌رنگ زرد را نشان می‌دهد و رنگ دیگری از آن در این ضخامت نشان داده نمی‌شود. همچنین، کوارتز در بیشتر سنگ‌ها وجود دارد و بنابراین احتمالا برای ارزیابی ضخامت موجود خواهد بود.

### تعیین منشأ
در برش نازک، منشأ دانه‌های کوارتز در یک سنگ رسوبی را می‌توان تخمین زد. در نور پلاریزه متقاطع، دانه کوارتز می‌تواند به طور هم‌زمان خاموش شود که به آن کوارتز منوکریستالی گفته می‌شود، یا به صورت موجی خاموش می‌شود که به آن کوارتز پلی‌کریستالی گفته می‌شود. خاموشی به صورت موجی به نام خاموشی اندولوز(undulose extinction) شناخته می‌شود و نشان‌دهنده دیوارهای جابه‌جایی در دانه‌های معدنی است. دیواره‌های جابه‌جایی در مکان‌هایی هستند که جابه‌جایی‌ها، تغییر شکل درون‌بلوری از طریق حرکت یک جبهه جابه‌جایی در داخل یک صفحه، خود را در صفحات به اندازه کافی سازماندهی می‌کنند. این دیواره‌ها جهت‌گیری بلوری را در سراسر دیواره‌ها تغییر می‌دهند، بنابراین برای مثال در کوارتز، دوطرف دیواره‌، زاویه‌های خاموشی کمی تفاوت خواهند داشت و این باعث می‌شود خاموشی به صورت اندولوز ایجاد شود. چون خاموشی اندولوز نیازمند است که دیواره‌های جابه‌جایی توسعه یافته باشند و این دیواره‌ها معمولا در فشار و دمای بالا راحت‌تر ایجاد می‌شوند، دانه‌های کواتز با خاموشی اندولوز نشان‌دهنده منشأ سنگ دگرگونی برای آن دانه هستند. دانه‌هایی که کوارتز منوکریستالی هستند، احتمالا از فرآیندهای آتشفشانی شکل گرفته‌اند. منابع مختلف پیشنهاد می‌کنند که این شاخص برای تعیین منشأ چقدر قابل استفاده است. برخی به روندی اشاره می‌کنند که در سنگ‌های ماسه‌ای نارس، دانه‌های کوارتز پلی‌کریستالی کمتر از سنگ‌های ماسه‌ای بالغ وجود دارند، که دانه‌هایی دارند که از بسیاری از چرخه‌های رسوبی عبور کرده‌اند. دانه‌های کوارتز که از منابع رسوبی قبلی مشتق شده‌اند، با جستجوی رویه‌های اوتیژنتیک یا رشد یافته در محل، که لایه‌های سیمان سیلیسی روی دانه تشکیل می‌دهند، شناسایی می‌شوند.

### سایر ویژگی‌های متمایز
توصیفات فوق از کوارتز در مقطع نازک معمولا برای شناسایی آن کافی است. کانی‌هایی با ظاهر مشابه ممکن است شامل پلاژیوکلاز باشند، اگرچه می‌توان آن را با دوقلویی مشخص در نور پلاریزه متقاطع و کلیواژ در نور پلاریزه معمولی تشخیص داد، و کوردیریت، اگرچه می‌توان آن را با دوقلویی یا در برگرفتگی‌ها در دانه تشخیص داد. با این حال، برای اطمینان، ویژگی‌های متمایز دیگر کوارتز شامل این است که تک‌محوری است، علامت نوری مثبت دارد، علامت کشیدگی طول-کند دارد و زاویه انقراض صفر درجه‌ای دارد.

## برش‌های فوق‌العاده نازک

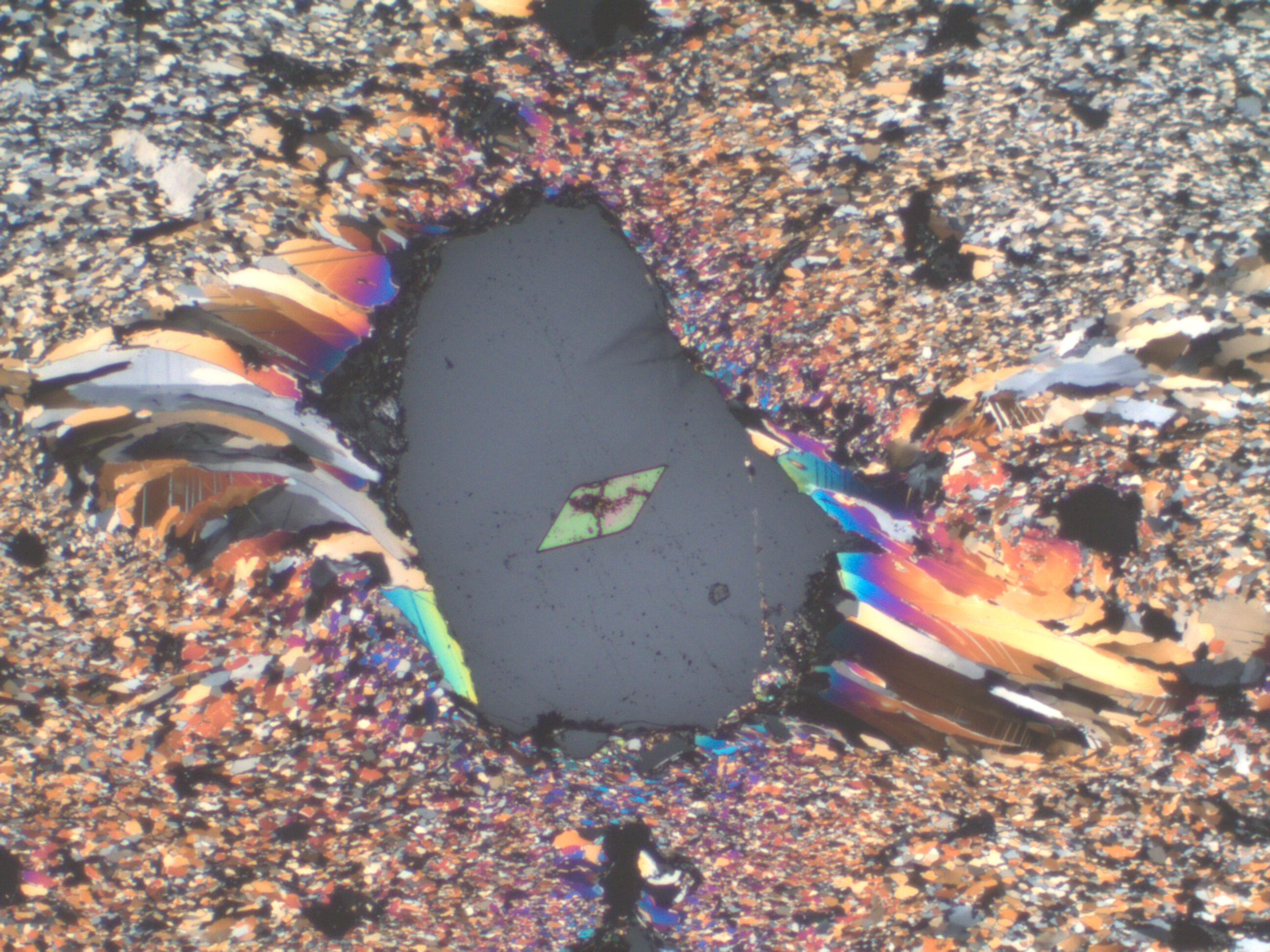
یک قطعه سیگما که در یک برش فوق‌العاده نازک دیده می‌شود. رنگ‌بندی ناهموار ناشی از صیقل نامتوازن است.

سنگ‌های ریزدانه، به ویژه آن‌هایی که حاوی مواد معدنی با انکسار دوگانه نوری بالا مانند کلسیت هستند، گاهی به صورت برش‌های فوق‌العاده نازک آماده می‌شوند. یک برش نازک معمولی 30 میکرومتری همان‌طور که در بالا توضیح داده شد، تهیه می‌شود، اما برش سنگ با استفاده از یک سیمان حل‌شونده مانند بالزام کانادا (قابل حل در اتانول) به لام شیشه‌ای چسبانده می‌شود تا امکان کار روی هر دو طرف فراهم باشد. سپس با استفاده از یک خمیر الماس ریز صیقل داده می‌شود تا ضخامت آن به محدوده 2 تا 12 میکرومتر برسد. این تکنیک برای مطالعه ساختار میکروسکوپی کربنات‌های ریزدانه مانند میلونیت لوخ‌سایتن‌کالک(Lochseitenkalk) که دانه‌های ماتریکس آن کمتر از 5 میکرومتر اندازه دارند، استفاده شده‌است. این روش همچنین گاهی در تهیه نمونه‌های معدنی و سنگی برای میکروسکوپ الکترونی انتقالی(TEM) استفاده می‌شود و دقت بیشتری را در مقایسه ویژگی‌های استفاده از هر دو تصویربرداری نوری و الکترونی فراهم می‌کند.